# GURUKUN DRIVE
「GURUKUN DRIVE」（グルクン ドライヴ）は、きいやま商店の配信限定シングル。2022年5月12日配信開始。発売元は、琉球ドラゴンプロレスリングと業務提供しているDRAGON GATE傘下のDRAGON GATE RECORDS。

## 解説
グループにとって、単独名義では10作目、その他の名義も含めると通算11作目の配信限定シングル、シングルとしては約8ヶ月ぶりに発売された。また、きいやま商店が作詞作曲に関わっていない曲のシングル曲としての発売は、この曲が初となった。
2017年に琉球ドラゴンプロレスリングが行ったクラウドファンディングにより製作された楽曲『Dragon Soul～琉球ドラゴンプロレスリングのテーマ～』のリメイクバージョンとなる『DRAGON SOUL 2021』を再レコーディング中に、同団体所属のグルクンマスクより、本人の希望によりデビュー20周年のオリジナルテーマ曲の制作を依頼され、製作された楽曲。
楽曲製作した中澤矢束のfacebookに、同曲の関連記事が記載されている。これらの曲は、琉球ドラゴンプロレスリングの試合会場にて、聴くことが出来る。また、発売と同日に「うたまっぷ」にて歌詞が掲載された。
本作は、配信会社によってはハイレゾ音源をダウンロードすることが出来る。

## 収録曲
作詞・作曲：中澤矢束、編曲：不明
1. GURUKUN DRIVE

## 収録アルバム
アルバム未収録